# Télérupteur

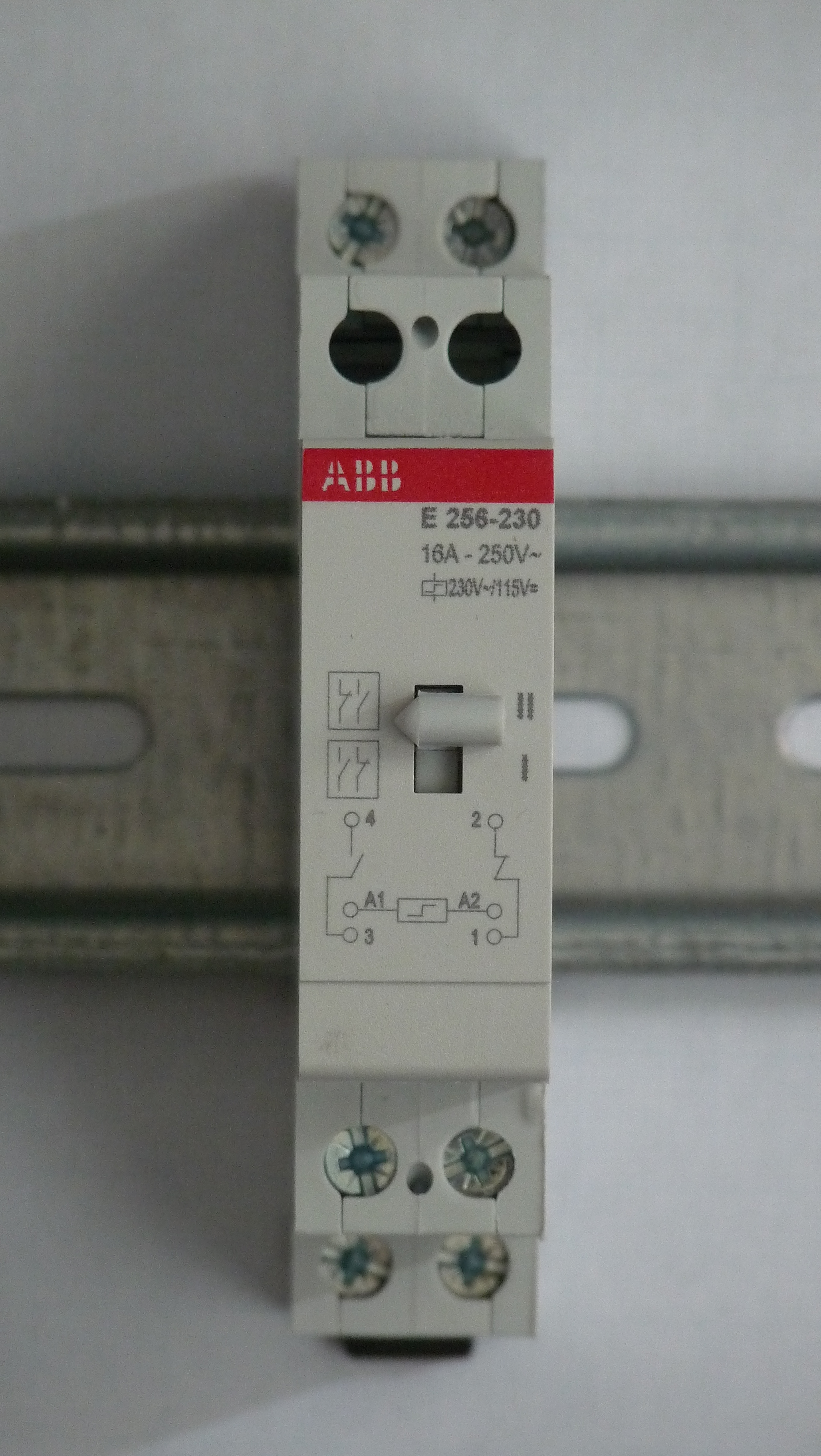
Un télérupteur bipolaire parmi d'autres.Ses caractéristiques et le nom des bornes sont imprimés sur l'appareil.

Un télérupteur  est un interrupteur commandé dans un circuit électrique. Il permet l'alimentation d'un circuit (par exemple circuit d'éclairage) par un ou plusieurs boutons poussoirs qui peuvent être disposés à divers endroits.
Ce dispositif de commande remplace les montages en va-et-vient lorsqu'il y a plus de deux points de commande, il fallait alors installer entre ceux-ci un (ou plusieurs) permutateur de connexions, espèce d'interrupteur à 4 bornes qui inversait le courant du fil A au fil B et réciproquement. Un télérupteur peut être piloté par un nombre quasi-illimité de boutons de commande. Il convient de se limiter à 15 boutons poussoirs lorsque ceux-ci comportent un voyant ou témoin lumineux[réf. nécessaire].
C'est un type de relais électromécanique commandé par des impulsions électriques. Un télérupteur électromécanique est assez bruyant lorsqu'on l'actionne (bruit de claquage caractéristique d'un relais électromécanique) ; contrairement aux télérupteurs électroniques qui sont silencieux grâce à leur absence de mécanique.

## Mise en œuvre

Schéma électrique animé d'un télérupteur unipolaire. Il est unipolaire car un seul pôle du récepteur (ici une lampe) est coupé. La même tension est utilisée pour la commande du télérupteur et l'alimentation de la lampe. C'est le schéma le plus simple.

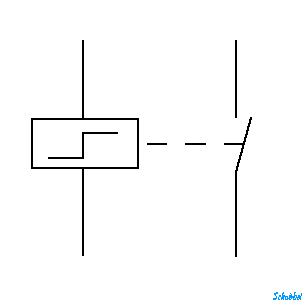
Symbole : à gauche la partie "commande", à droite la partie "puissance".

Lorsque l'on appuie sur le bouton poussoir, une impulsion met le télérupteur au travail, il ferme le circuit, jusqu'à ce qu'une nouvelle impulsion l'ouvre et ainsi de suite.
La mise en œuvre d'un télérupteur permet l'utilisation d'une tension de commande différente d'une tension de circuit.  Cela permet également de commander des charges importantes. 
Le câble de phase de commande sera alors préférentiellement de couleur différente de la phase de l'éclairage branchée sur le télérupteur (le câble de phase peut être rouge, marron et, dans la plupart des cas, noir). Dans d'autres cas, la commande peut être en très basse tension (24 V par exemple) mais cela reste tout de même très rare.
Dans le cas d'un télérupteur unipolaire, la phase et le neutre, issus du différentiel[C'est-à-dire ?], viennent alimenter le télérupteur sur la prise 1 et A2. La prise 2 est le retour de phase qui sera donc alimenté dès que le télérupteur sera passant. Les lumières ou appareils à contrôler sont donc à brancher entre la prise 2 et A2. Les boutons poussoirs seront entre la phase venant du différentiel (donc prise 1) et la prise A1.
Un télérupteur peut être :
- unipolaire, un seul pôle coupé (généralement la phase) ;
- bipolaire, deux pôles coupés (neutre et phase) ;
- tripolaire, trois pôles coupés (triphasé) ;
- tétrapolaire, quatre pôles coupés (neutre et triphasé).

## Fonctionnement du télérupteur électromécanique

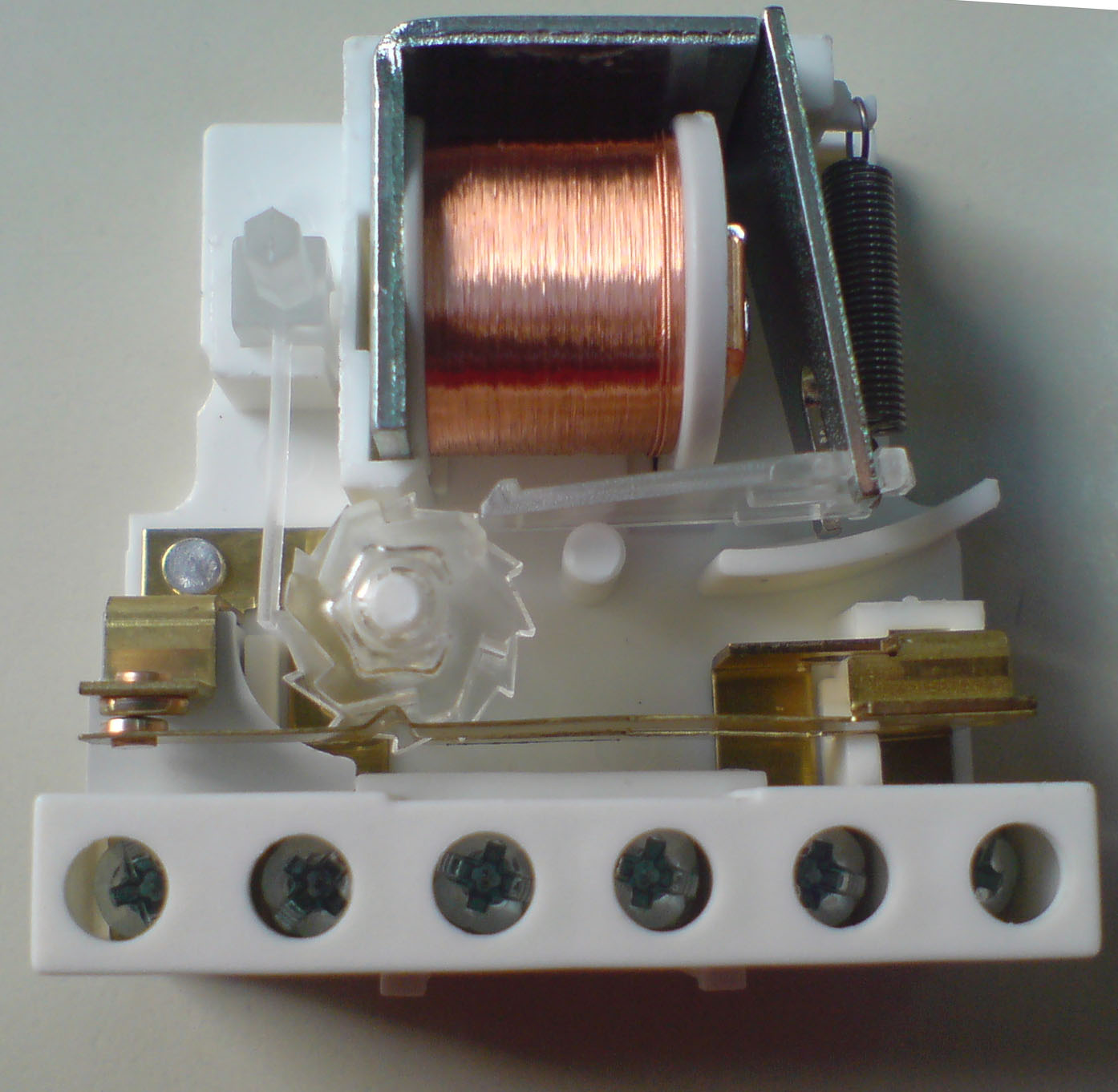
L'intérieur avec notamment l'électroaimant en haut et le système à cames en bas.

Principe de fonctionnement du télérupteur électromécanique.

Lorsque l'on appuie sur le bouton-poussoir, cela alimente une bobine (électroaimant). Le champ magnétique créé attire une tige élastique qui vient pousser sur un rochet et fait ainsi tourner un carré d'1/8 tour. Selon la position de ce carré, celui-ci écarte les lames de l'interrupteur, ou bien les laisse en contact.
D'un point de vue mécanique, c'est un système à cames :
- le rochet est une came actionnée par un suiveur à sabot (la tige élastique) ;
- le carré est une came qui agit sur un suiveur à plateau (les lames de l'interrupteur).